# 공방급 공기부양정
공방급 공기부양정은 북한 해군의 구형 공기부양정이다. 러시아 무레나급 공기부양정을 카피한 것으로서, 130척을 보유했다. 신형 남포급 공기부양정은 70척을 보유했다.

## 파생형
- 공방-1, 길이 23 m, 1980년대부터 1992년까지 생산, 100여척, 창고 보관 중
- 공방-2, 길이 21 m
- 공방-3, 길이 18.5 m, 공방-2와 합쳐서 140척, 현재 주력

## 비교
- 무레나급 공기부양정,  러시아, 배수량 150톤, 길이 31 m
- 남포급 공기부양정,  조선민주주의인민공화국, 길이 34 m
- 공방급 공기부양정,  조선민주주의인민공화국, 배수량 35톤, 길이 21 m

## 제원
- 수용량: 35~55명의 보병
- 배수량: 공방2 35톤, 공방3 20톤
- 길이: 공방2 21m, 공방3 18m
- 최고속도: 50노트
- 모항: 황해남도 용연군 고암포 해안, 평안북도 철산반도

## 같이 보기
- 130mm 유도로켓